# Roh Moo-hyun
Roh Moo-hyun ( * 1. September 1946 in Gimhae, Provinz Gyeongsangnam; † 23. Mai 2009 in Busan, Provinz Gyeongsangnam) war ein südkoreanischer Politiker. Er war vom 25. Februar 2003 bis zum 25. Februar 2008 Präsident der Republik Korea. Bevor er in die Politik ging, war er Anwalt für Menschenrechte. Er galt als Streiter für Demokratisierung, Menschenrechte und die Armen des Landes. Roh war angetreten, um sich für die Aussöhnung mit Nordkorea einzusetzen.

## Leben
Roh wurde 1946 in Gimhae bei Busan im Südosten Südkoreas geboren. 1960 führte er einen Protest an seiner Schule gegen die verpflichtenden Aufsätze an, mit denen der damalige Staatspräsident gelobt werden musste. Nach erfolgreichem Abschluss der High School und Absolvierung des Wehrdienstes bei der Armee arbeitete er in verschiedenen Gelegenheitsjobs und bereitete sich im Selbststudium auf die juristischen Staatsprüfungen vor, die er 1975 erfolgreich absolvierte.
1977 wurde er Bezirksrichter in Daejeon und war ab 1978 Anwalt für Steuerrecht. 1981 verteidigte er Studenten, die wegen des Besitzes verbotener Literatur ohne Haftbefehl von der Militärregierung festgenommen und gefoltert worden waren. Anfang 2003 wurde er wie folgt zitiert: „Als ich ihre entsetzten Augen und die fehlenden Fußnägel sah, war mein komfortables Leben als Anwalt zu Ende.“
Er setzte sich gegen das damalige autokratische Regime in Südkorea ein. Im September 1987 kam er als Anführer der prodemokratischen Bewegung „Juni-Kampf“ für drei Wochen ins Gefängnis.
Roh Moo-hyun war verheiratet mit Kwon Yang-sook (Hangeul: 권양숙, Hanja: 權良淑). Aus der Ehe gingen zwei Kinder hervor, sein Sohn Geon-ho (건호, * 1973) und seine Tochter Jeong-yeon (정연, * 1975).
Am 23. Mai 2009 stürzte sich Roh Moo-hyun in der Nähe seines Wohnsitzes zu Tode. Einem Abschiedsbrief zufolge zog er damit die Konsequenzen aus einem gegen ihn laufenden Bestechungsverfahren. Es handelt sich um einen Skandal in seiner Familie, unter anderem soll seine Frau eine Million US-Dollar von einem Geschäftsmann entgegengenommen haben. Roh behauptete vor seinem Suizid, davon nichts gewusst zu haben. Die Summe des Bestechungsgeldes ist umstritten. Sein älterer Bruder wurde zu einer Gefängnisstrafe von zweieinhalb Jahren verurteilt.

## Politische Karriere
1988 ging Roh Moo-hyon in die Politik, wo er schwere Anschuldigungen gegen die Regierung erhob, der er vor allem Korruption und das Gwangju-Massaker im Jahre 1980 vorwarf. Im selben Jahr wurde er für die Demokratische Vereinigungspartei (kor. 통일민주당) in die Gukhoe, das südkoreanische Parlament, gewählt, dem er sechs Jahre angehörte. Nachdem er im Jahr 2000 vergeblich für die Gukhoe kandidiert hatte, war er bis 2001 Minister für maritime Angelegenheiten und Fischerei. Als Präsidentschaftskandidat der seinerzeit regierenden Sae-cheonnyeon-minju-dang (새천년민주당, Demokratische Partei des Neuen Millenniums) gewann er am 19. Dezember 2002 die Wahl und trat als Nachfolger seines politischen Ziehvaters Kim Dae-jung (김대중) am 25. Februar 2003 das Präsidentenamt an. Bald darauf trat er aus seiner Partei aus und gründete mit seinen Unterstützern die Yeollin-uri-Partei (열린우리당, Yeollin-uri-dang, Unsere Offene Partei).

## Präsidentschaft
Am 12. März 2004 wurde ein Amtsenthebungsverfahren wegen Verletzung der Neutralitätspflicht im Amt gegen Roh eingeleitet, das am 14. Mai vom südkoreanischen Verfassungsgericht aufgehoben wurde. In der Begründung des Urteils hieß es, dass die im Parlament vorgebrachten Gründe für eine Amtsenthebung nicht ausreichen. Als Übergangspräsident amtierte der damalige Premierminister Goh Kun.
Als zweiter südkoreanischer Staatspräsident nach Kim Dae-jung reiste Roh im Oktober 2007 zu einem Gipfeltreffen mit dem nordkoreanischen Staatschef Kim Jong-il nach Pjöngjang, wo die beiden Politiker eine „Friedenserklärung“ unterzeichneten.